# Mekatilili wa Menza
Mnyazi wa Menza, appelée couramment Mekatilili Wa Menza (ou Mekatalili ; 1840-1925), est une héroïne de la lutte anticolonialiste au Kenya en 1913-1914. Elle est issue des Giriama. Les Giriama sont historiquement une des neuf peuplades MIjikenda qui habitent la côte kényane, vivant dans des villages fortifiés, les kayas, situés dans les zones forestières, que l'administration coloniale britannique cherche à cette époque à dépeupler.

## Biographie
Les récits sur sa vie donnent lieu à de nombreuses variantes. Mekatilili wa Wenza est née probablement dans les années 1860 à proximité de Bamba, dans le Comté de Kilifi, situé sur la bande côtière du Kenya. Elle est la seule fille dans une fratrie de cinq enfants, au kaya Fungo. Jeune, elle voit un de ses frères enlevé par les arabes esclavagistes, sans que sa famille ne puisse réagir et ne le revoit . Elle connait durant son enfance et son adolescence les dernières décennies d'une Afrique libre, précédant les implantations coloniales européennes en Afrique orientale. Déjà, les territoires côtiers subissent l'influence portugaise au sud du Cap Delgado, et l'influence arabe, via le sultanat d'Oman, au nord de ce même cap Delgado. Elle se marie avec Dyeka, à Lango Baya. La Compagnie britannique impériale d'Afrique de l'Est s'implante dans la région dès 1888. En 1895, le gouvernement britannique établit une colonie sous protectorat, l'Afrique orientale britannique (East Africa Protectorate). La vie des populations africaines est progressivement bouleversée par l'implantation d'un système colonial, avec l'expropriation de terres propices aux plantations, la mise en place de taxes et d'impôts, le travail forcé, etc,,.
Elle est particulièrement sensible à l'érosion de la culture traditionnelle Giriama, et à la nécessité de maintenir les religions et la gouvernance traditionnelles. Les Giriama sont une communauté patrilinéaire où, habituellement, les femmes ont peu la parole. Cependant, Mekatilili wa Wenza est veuve. Au sein de la population Giriama, les veuves jouissent de quelques privilèges, dont celui de pouvoir participer aux échanges en public et avec les anciens. Elle réussit à rassembler les mécontentements face aux Britanniques, et est aidée par un ancien compagnon de son mari, et guérisseur, Wanje wa Mwadori Kola. Ensemble, ils plaident de kaya en kaya, pour une résistance aux exigences des Britanniques.
En juin 1913, Mekatilili et Mwadori organisent une grande réunion au Kaya Fungo où ils font prêter serment aux  femmes et aux hommes de ne jamais coopérer avec les Britanniques en aucune manière. Le 17 août 1913, un administrateur britannique, Arthur Champion, tient une réunion publique où il indique à la communauté à laquelle elle appartient, ses exigences. Elle intervient dans les échanges, et s'oppose à cet administrateur. Les Britanniques, désireux de désolidariser leurs opposants, assimilent cette fauteuse de troubles à une sorcière. Pour autant, des affrontements éclatent entre des colons et la population autochtone. Les Britanniques  répondent en s'emparant de vastes étendues de territoire Giriama, en brûlant leurs maisons et en rasant le Kaya Fungo. Cela  conduit au soulèvement Giiriama de 1913, connu localement sous le nom de kondo ya chembe.
Elle est finalement arrêtée par les Britanniques le 17 octobre 1913 et exilée à Mumias dans la Province de l'Ouest. Selon les dossiers coloniaux britanniques, elle est relâchée cinq mois plus tard, et retourne dans son aire d'origine, où elle  recommence à s'opposer aux contraintes de l'administration coloniale. D'autres récits disent qu'elle se serait évadée de la prison de Mumias, parcourant ensuite plus de 1 000 kilomètres pour revenir auprès de ses proches. L'agitation reprend, d'autant plus sensible pour les Britanniques qu'un conflit avec l'Allemagne, autre puissance coloniale implantée en Afrique de l'Est, se dessine à terme. Elle est de nouveau arrêtée et emprisonnée jusqu'en 1919. Elle revient alors dans sa région natale.
Elle meurt en 1925 et est enterrée à Bungale, dans la circonscription de Magarini et le district de Malindi. En 2010, son nom est donné aux jardins d'Uhuru, à Malindi, et une  statue y est érigée.